# Gregório II de Constantinopla
Gregório II de Constantinopla, dito Cipriota (em grego: ο Κύπριος; romaniz.: o Cýprios), nasceu em Lápito, em Chipre, e foi o patriarca grego ortodoxo de Constantinopla entre 1283 e 1289.

## Biografia
Seu nome originalmente era Jorge (em grego: Γρηγόριος ; romaniz.: Giórgios) e seus pais, apesar de serem de classe média, eram de ascendência nobre. Ele se mudou para Nicósia ainda jovem para prosseguir nos estudos. Não satisfeitos com o nível educacional provido pelos professores gregos, ele também estudou numa escola latina (que estava disponível na época por que Chipre era um estado cruzado, o Reino de Chipre). Ele teve dificuldades em aprender o latim e recebeu apenas um conhecimento superficial de gramática e de lógica aristotélica.
Ainda determinado a conseguir uma educação decente, ele embarcou num navio em direção a Ptolemaida, na Palestina, onde ele chegou após três dias de viagem. De lá, ele viajou para Anaia, na Ásia Menor, e finalmente chegou em Éfeso. Lá, ele ouviu muito falar sobre o acadêmico Nicéforo Blemides, mas se desapontou com ele e se mudou para o Império de Niceia (onde estava exilada a corte bizantina depois da fundação do Império Latino em Constantinopla pela Quarta Cruzada) , onde estudou sob Jorge Acropolita. Com a reconquista da capital imperial pelas forças nicenas em 1261, ele se mudou para lá, se tornando depois um professor e tendo entre seus pupilos, Nicéforo Cumno.

## CláusulaFilioque
Ele se tornou patriarca em 1283. Em 1274, no Segundo Concílio de Lyon, a Igreja Católica e a Igreja Ortodoxa haviam declarado a sua união, motivadas mais pela política imperial do que por considerações teológicas. Gregório, ao contrário de seu predecessor, se recusou a aceitar a adição da cláusula Filioque ao credo niceno-constantinopolitano pelos católicos romanos. Gregório acreditava e defendia uma manifestação eterna do Espírito Santo pelo Filho. Esta fórmula de Gregório tem sido considerada como uma "resposta" ortodoxa ao Filioque mesmo não tendo nenhum status especial na doutrina oficial ortodoxa e foi endossada pelo Concílio de Blaquerna, em 1285.
Ele escreveu coleções de provérbios e uma autobiografia e parte de sua obra foi publicada por Migne na Patrologia Grega (vol. CXXXXLII). Gregório morreu em 1289